# La Ferrière-Airoux
La Ferrière-Airoux ist eine französische Gemeinde mit 334 Einwohnern (Stand: 1. Januar 2022) im Département Vienne in der Region Nouvelle-Aquitaine (vor 2016: Poitou-Charentes). Sie gehört zum Arrondissement Montmorillon und zum Kanton Civray (bis 2015: Kanton Gençay). Die Einwohner werden Ferrierois genannt.

## Geographie

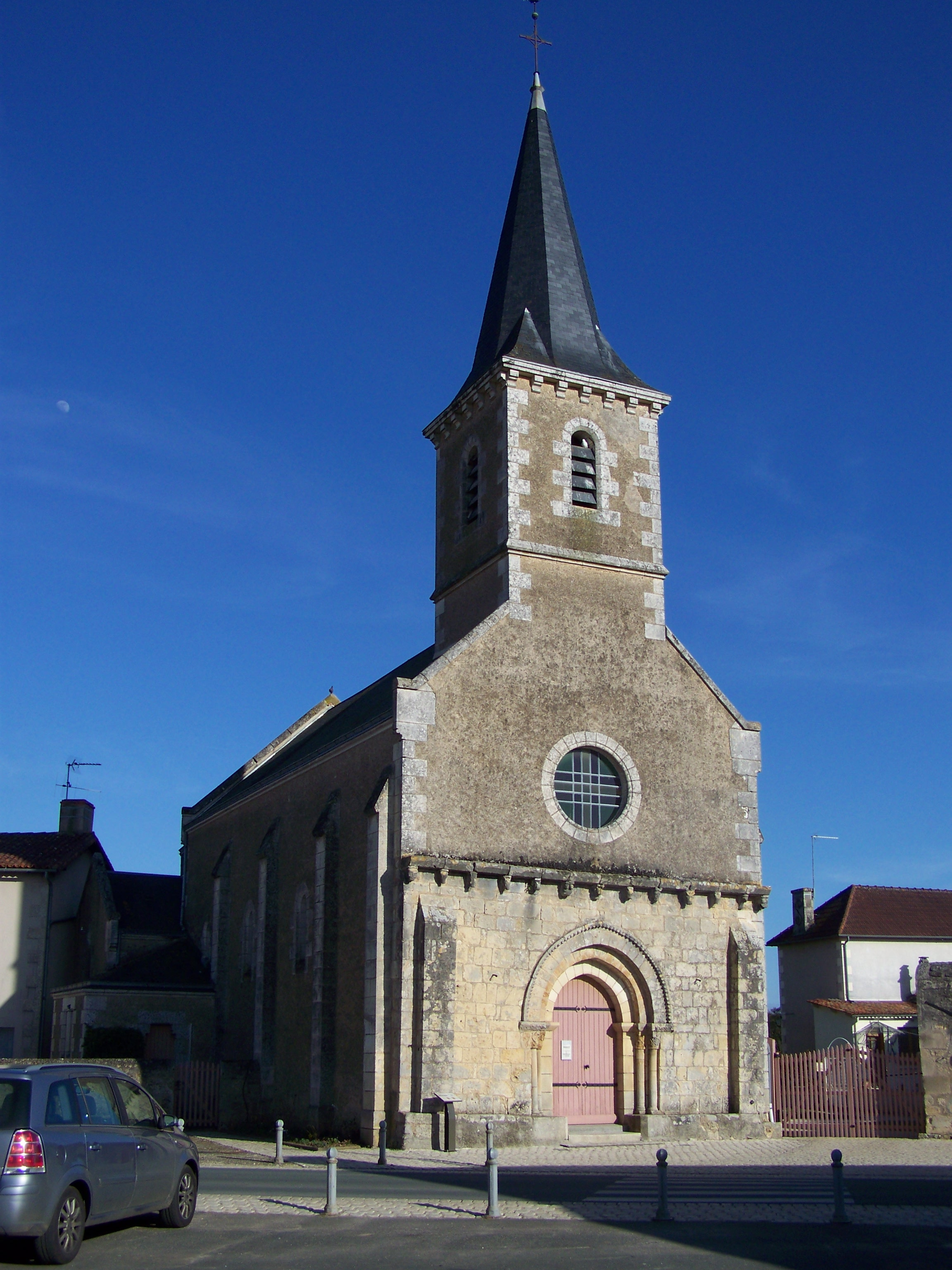
Kirche Notre-Dame

La Ferrière-Airoux liegt etwa 33 Kilometer südlich von Poitiers. Umgeben wird La Ferrière-Airoux von den Nachbargemeinden Magné im Norden, Brion im Nordosten, Saint-Secondin im Osten, Château-Garnier im Süden und Südosten, Sommières-du-Clain im Süden und Südwesten sowie Champagné-Saint-Hilaire im Westen.

## Bevölkerungsentwicklung
| Jahr                      | 1962 | 1968 | 1975 | 1982 | 1990 | 1999 | 2006 | 2013 |
| Einwohner                 | 416  | 382  | 321  | 270  | 281  | 293  | 324  | 339  |
| Quelle: Cassini und INSEE |      |      |      |      |      |      |      |      |

## Sehenswürdigkeiten
- Kirche Notre-Dame, Monument historique seit 1935 (siehe auch: Liste der Monuments historiques in La Ferrière-Airoux)